# Ringpootroofvlieg
De ringpootroofvlieg (Tolmerus cingulatus) is een vliegensoort uit de familie van de roofvliegen (Asilidae). De wetenschappelijke naam van de soort werd in 1781 als Asilus cingulatus gepubliceerd door Johann Christian Fabricius.
10-15 mm. Warmbruine roofvlieg, dijen zwart met een rode streep op de achterzijde en aan de voorzijde een lichte vlek vlak voor de top. Scheen 1 en 2 rood met een zwarte top en op het midden een kenmerkende zwarte vlek. Mannetje heeft geen uitsteeksel onder de genitaliën.